# Hilda Matheson
Hilda Matheson, OBE (Putney, 7 de junio de 1888-Horsell, 30 de octubre de 1940) fue una productora británica pionera de tertulias radiofónicas en la BBC y fue la primera Directora de Debates. Tras su dimisión de la BBC en 1931, publicó un libro sobre el desarrollo de la radiodifusión. Aunque oficialmente era la secretaria, Matheson trabajó como gerente ejecutiva de la investigación African Survey (un estudio de los problemas que surgen en África al sur del Sáhara) después de que Malcolm Hailey cayera enfermo. Durante la Segunda Guerra Mundial, dirigió hasta su muerte una organización británica de noticias de guerra llamada Joint Broadcasting Committee (Comité Conjunto de Radiodifusión).

## Trayectoria
De padres escoceses, Margaret (de soltera Orr) y Donald Matheson, fue internada en el colegio Saint Felix de Southwold durante cuatro años. Matheson quería continuar sus estudios de historia en Cambridge, pero dejó la escuela a los dieciocho años, cuando la salud de su padre obligó a la familia a mudarse a Europa. Vivió en Francia, Alemania e Italia y adquirió fluidez en los tres idiomas. Al regresar a Inglaterra en 1908, su padre fue nombrado capellán presbiteriano de los estudiantes universitarios de la Universidad de Oxford y Matheson se inscribió como estudiante de historia en la Sociedad de Estudiantes de Oxford. Después de terminar sus estudios en 1911, empezó a trabajar como secretaria a tiempo parcial para el historiador Herbert Albert Laurens Fisher en New College, Oxford, y más tarde para el arqueólogo David George Hogarth, que era el responsable del Museo Ashmolean.
Durante la Primera Guerra Mundial, Matheson fue empleada por la Oficina de Guerra como agente del MI5, trabajando para el servicio de inteligencia del ejército y terminó su trabajo de guerra en Roma en la oficina de control militar británica. Posteriormente, trabajó brevemente para el diplomático Philip Kerr (más tarde, Lord Lothian), quien le presentó a la primera parlamentaria británica, Nancy Astor. En 1919, después de haberse negado a trabajar con ella, Matheson se convirtió en secretaria política de Astor, ganando un amplio círculo de conocidos, incluyendo políticos, intelectuales y figuras relevantes de la sociedad. Mientras trabajaba para Astor en 1926, Matheson conoció a John Reith, jefe de la incipiente BBC, que la reclutó.

### BBC
Inicialmente, Matheson fue contratada para ayudar al historiador John Clarke Stobart, jefe del Departamento de Educación de la BBC. En ese momento, el papel de BBC Radio era el de proveedor de noticias y, en lugar de escribir sus propias informaciones, los boletines de noticias eran suministrados por la agencia Reuters. El acuerdo con los propietarios de los periódicos que prohibía a la BBC editar boletines y leer sólo informaciones elaboradas después de las 18:00 horas no se modificó hasta 1928. Matheson se convirtió en la primera Directora de Debates en 1927 y estableció la primera sección de noticias cuando la organización se incorporó. Candidata improbable para el puesto, como mujer y liberal de izquierdas, Matheson apoyó a la Sociedad de las Naciones, simpatizó con el socialismo y apoyó los derechos de las mujeres, además de ser lesbiana. Más o menos en la misma época en la que comenzó a trabajar para la BBC, Matheson comenzó una relación con la poeta Vita Sackville-West.
En 1928, cuando se revocó la prohibición de la radiodifusión, la BBC comenzó a informar en lugar de limitarse a leer boletines. Matheson estableció una serie de criterios para desarrollar reportajes con datos sobre temas sociales, de actualidad, política y noticias. Reconoció que ni las conferencias, ni los discursos, ni el teatro eran medios de comunicación apropiados para el nuevo medio de la radio y desarrolló modelos para crear una experiencia más personal para el oyente. Se centró en hacer presentaciones que eran informales y de conversación más que formales y oratorias. Para contrarrestar la sospecha de Reith de que las élites culturales británicas rechazarían el enfoque americanizado de Matheson, invitó a los intelectuales británicos, incluyendo a Edward Morgan Forster, John Maynard Keynes, George Bernard Shaw, H. G. Wells, Rebecca West, Vita Sackville-West y Virginia Woolf a dar presentaciones. Además de su empeño por ofrecer a los oyentes un análisis crítico de las obras literarias y culturales, Matheson puso en marcha el programa The Week in Westminster (La semana en Westminster) para que las parlamentarias impartieran educación sobre el funcionamiento del Parlamento a las mujeres que acaban de recibir el derecho al voto. También organizó la primera transmisión en directo de un debate político por parte de los tres líderes de los principales partidos políticos británicos.
En 1930, Matheson y Reith estaban cada vez más distanciados. Como el clima político de la época trajo miedo y proteccionismo, Reith comenzó a discrepar sobre los puntos de vista izquierdistas de Matheson. Sus desacuerdos llegaron a un punto crítico cuando Reith, que despreciaba la literatura moderna, se negó a permitir que el diplomático Harold Nicolson, esposo de Sackville-West, analizara en directo El amante de Lady Chatterley de D. H. Lawrence y el Ulises de James Joyce. Nicolson, que estaba alineado con el Partido Laborista y había apoyado a los mineros galeses después de la huelga general, era considerado una provocación para muchos de los oyentes de derechas de la BBC. Reith decidió censurar la programación, cosa que Matheson se negó a aceptar y presentó su dimisión en 1931.

### African Survey
En enero de 1932, Matheson dejó la BBC y comenzó a trabajar como crítica de radio en The Observer, que en ese momento era propiedad de la familia Astor. Alrededor de la misma época, terminó su aventura con Sackville-West y comenzó una relación con la poeta Dorothy Wellesley, Duquesa de Wellington, mudándose a la granja Penns in the Rocks en la finca Wellesley en Withyham, Sussex Oriental. En 1933, Fisher encargó a Matheson que escribiera un libro, titulado Broadcasting, que captaba la innovadora tecnología de la radio y el avance de la tecnología, que todavía se estaba produciendo en los años 90. También escribió una columna semanal para la revista Week-end Review. Poco después de la publicación de su libro, Matheson fue contratada como secretaria de Malcolm Hailey para la investigación African Survey (un estudio de los problemas que surgen en África al sur del Sáhara). Lord Lothian, que en ese momento trabajaba en el Royal Institute of International Affairs, y Joseph Oldham, secretario del Consejo Misionero Internacional, convencieron al Carnegie Trust para que financiara la investigación sobre la política colonial británica en África y hasta qué punto las razas africanas deberían participar en la elaboración de políticas.
Aunque Hailey aceptó el proyecto en mayo de 1933, no pudo comenzar hasta que completó un compromiso previo. Inicialmente, pensó que comenzaría en septiembre de 1934, pero su incorporación al proyecto ocurrió casi un año después. Mientras tanto, Matheson siguió adelante con el trabajo y trabajó más como gerente ejecutiva de la empresa que como su secretaria. Recabó la ayuda de científicos y administradores para ayudar con la logística y planificar el alcance del proyecto, así como para completar la coordinación de toda la investigación preparatoria. De los 22 capítulos planeados, muchos fueron escritos por antropólogos y otros especialistas, ya que hacia 1936 la salud de Hailey se estaba deteriorando y en sus contactos con Matheson indicaba que no sentía que pudiera completar el trabajo. Hailey fue hospitalizado en 1937 y Frederick Pedler intervino para editar y revisar las galeradas. El informe, que contenía casi 2.000 páginas de datos, se publicó en noviembre de 1938 y Matheson fue galardonada con el título de Officer of the Most Excellent Order of the British Empire (OBE) por su esfuerzo en llevar a cabo el proyecto durante el año siguiente.

## Últimos años
Después de terminar la investigación, Matheson y Wellesley hicieron un viaje a la Riviera donde se unieron a sus amigos William Butler Yeats y su esposa George, y conocieron al poeta australiano Walter J. Turner De regreso a Inglaterra en 1939, Matheson comenzó a trabajar como Directora del Joint Broadcasting Committee para contrarrestar la propaganda alemana con temas probritánicos. El objetivo de la organización era difundir la opinión británica en las emisoras extranjeras, que se encontraban en países europeos y latinoamericanos neutrales, en alemán e italiano. Entre los treinta miembros de su equipo se encontraban la locutora Isa Benzie, el diplomático Guy Burgess, la escritora Elspeth Huxle y Turner, a quienes había conocido el año anterior.
Matheson también inició un esfuerzo editorial con Wellesley y Turner llamado Britain in Pictures. Después de su muerte, se publicaron 140 volúmenes para contrarrestar las publicaciones que glorificaban a Alemania y presentaban imágenes de personajes, paisajes y ciudades británicos. Unas semanas antes de su muerte, Matheson había contactado a Astor buscando un editor americano para la serie. Murió el 30 de octubre de 1940 de la enfermedad de Graves-Basedow después de una tiroidectomía realizada en el Hogar de Ancianos Kettlewell Hill en Horsell, Surrey.

### Citas
1. 1 2 3 4 5 6 7 8 9  Hunter, 2012.
2. 1 2  Mitchell, 2014, p. 41.
3. 1 2 3 4 5 6 7 8 9  Higgins, 2014.
4. ↑  Mitchell, 2014, p. 42.
5. 1 2  Chignell, 2011, p. 12.
6. 1 2  Avery, 2006, p. 45.
7. ↑  Chignell, 2011, p. 13.
8. ↑  «Hilda Matheson, la espía que "inventó" el debate político». vf. Consultado el 9 de octubre de 2018.
9. ↑  Mitchell, 2014, pp. 44-45.
10. ↑  Chignell, 2011, p. 15.
11. ↑  Crook, 2002, p. 98.
12. ↑  Avery, 2006, p. 52.
13. ↑  Bashford y Levine, 2010, p. 297.
14. ↑  Cell, 1989, p. 489.
15. ↑  Cell, 1989, p. 491.
16. ↑  Cell, 1989, p. 492.
17. ↑  Tilley, 2011, pp. 104-105.
18. ↑  Tilley, 2011, p. 288.
19. ↑  Cell, 1989, pp. 498-499.
20. ↑  Cell, 1989, pp. 500-501.
21. 1 2  Sackville-West, 1940, p. 13.
22. ↑  Tilley, 2011, p. 102.
23. 1 2  Mitchell, 2014, p. 45.
24. ↑  The Times, 1939, p. 8.